# امامزاده حیات الغیب و گنبد الیاس
مقبره پیرحیات ملقب به حیات الغیب و گنبد الیاس مربوط به سدهٔ ۶ ه‍.ق - دوره صفویه است و در شهرستان چگنی، روستای حیات الغیب واقع شده و این اثر در تاریخ ۱۶ شهریور ۱۳۷۶ با شمارهٔ ثبت ۱۹۲۲ به‌عنوان یکی از آثار ملی ایران به ثبت رسیده‌است.